# Boano
Boano (indonesisch Pulau Boano) ist eine 120 km² große indonesische Insel in der Seramsee, gelegen etwa 14 km vor der Nordwestküste der Insel Seram.

## Geographie
Die Wasser-Straße von Boano trennt Boano von Seram. An dieser befindet sich im Osten der Insel auch der Hauptort Boano. Daneben gibt es ein weiteres Dorf an der Ostküste. Direkt an der Nordwestküste Boanos liegt die kleine Insel Pua.
Boano gehört zum Regierungsbezirk Westseram (Seram Bagian Barat), dessen de facto Hauptort Piru auf der Südseite Serams, an der gleichnamigen Bucht, ist. Der Regierungsbezirk gehört zur Provinz der Molukken.

## Fauna und Flora
Auffällig unter der Tierwelt Boanos sind der Boano-Monarch (Monarcha boanensis), die Suppenschildkröte (Chelonia mydas) und die Echte Karettschildkröte (Eretmochelys imbricata).
Boano ist von immergrünem tropischen Regenwald bedeckt. Der Westen besteht aus schwer zugänglichen Berggebieten mit vielen überwachsenen Felsen. Der östliche Teil ist überwiegend eine flache Ebene, von Palmen gesäumt und mit Eukalyptusbäumen (Melaleuca kajuputih). Die  südliche Küstenregion ist umgeben von Mangrovenwäldern.

## Einwohner
14.900 Menschen leben auf Boano. Die Bewohner sprechen als Muttersprachen Boano, Luhu und Asilulu. Sie leben von Wanderfeldbau, Fischfang und der Erzeugung von Eukalyptusöl, das in Raffinerien weiterverarbeitet wird.